# Татаринцево (Московская область)
Татаринцево — село в Раменском районе Московской области России. Относится к Рыболовскому сельскому поселению. Население — 207 чел. (2010). Есть клуб (сельский Дом Культуры).

## Расположение
Село Татаринцево расположено примерно в 22 км к югу от города Раменское. В 3 км восточнее села проходит Новорязанское шоссе. Рядом с селом протекает река Отра. Ближайшие населённые пункты — деревни Старниково и Владимировка.

## История
Первое упоминание деревни Татаринцево относится к 1577-1578 годам. С 1626 года деревня числилась как пустошь. Затем эта пустошь была передана стольнику Ивану Семеновичу Ладыженскому. При нём в 1641 году деревня была вновь заселена, там было 3 двора. Вскоре был построен храм, предположительно, деревянный.
Ревизская сказка 1726 года так описывает Татаринцево:
села Татаринцева, Нововоздвиженское тож, в том селе церковь во имя Воздвижения честного Креста; при ней действительно служащие поп Лука Якимов, сорока семи лет, дьячек Григорий Лукин, двадцати семи, пономарь Михайло Лукин шестнадцати
В 1737 году по инициативе помещика Артемия Ивановича Ладыженского в селе Татаринцево был построен каменный храм во имя Воздвижения Честного и Животворящего Креста Господня.

## Население
| 1926 | 2002 | 2010 |
| ---- | ---- | ---- |
| 264  | ↘169 | ↗207 |

## Храм

Крестовоздвиженский храм

В селе Татаринцево расположен Крестовоздвиженский храм, построенный в 1737 году в стиле барокко. Церковь имеет три яруса. Нижний ярус представляет собой равноконечный крест, на концах которого расположены полукруглые апсиды. На нём установлены два восьмерика, убывающие по объёму. В 1938 году церковь была закрыта, но уже через 7 лет — в 1945 году службы в церкви возобновились.

### Священники
- Священник Лука Якимов (до 1726 — до 1739)
- Священник Григорий Лукин, сын предыдущего (до 1739 — до 1742)
- Священник Михаил Лукин, брат предыдущего (до 1742—1777)
- Священник Вукол Михайлов, сын предыдущего (1777 — умер 13 октября 1810)
- Между ними требы в храме совершал священник Покровской церкви сел. Слободино Матфей Васильев.
- Священник Алексей Львов (6 ноября 1810 — ушел за штат в сентябре 1861; умер 24 ноября 1861)
- Священник Феодор Иваович Маслов (3 октября 1861 — умер 15 марта 1902)
- Священник Сергей Иванович Кудрявцев (1902 – умер летом 1907)

- Священник Петр Павлович Цветков (12 августа 1907 — выслан после 8 мая 1931)
- Преподобномученик иеромонах Антипа (Антон Петрович Кириллович) (1931 — арестован 16 февраля 1938, расстрелян 7 марта 1938)
  - Храм закрыт с февраля 1938 по декабрь 1945

- Протоиерей Виктор Михайлович Галахов  (31 января 1946 — перевелся в другое место 18 октября 1954; умер 3 сентября 1973)

- Священник Иван Иванович Глазов (конец 1954 — ушел за штат 11 июня 1956)
- Протоиерей Анатолий Иванович Кургаев  (временно командированный с 10 апреля 1956; настоятель с 11 июня 1956 — перевелся в другое место 11 декабря 1958; скончался в 1990)
- Протоиерей Николай Николаевич Ефимов (29 декабря 1958 – перевелся в другое место 12 апреля 1962; скончался 1 июля 1980)

- Священник Константин Тимофеевич Тимофеев  (16 апреля — ушел за штат 4 июня 1962)
- Протоиерей Стефан Зотович Андрусенко  (4 июня — ушел за штат 16 июля 1962)
- Протоиерей Владимир Николаевич Наумов  (16 июля 1962 — перевелся в другое место 6 декабря 1974; скончался 25 февраля 1990)
- Иеросхимонах Рафаил (протоиерей Михаил Степанович Степанов, иеромонах Мисаил) (6 декабря 1974 — ушел за штат 31 января 1989; умер 24 октября 2002)
- Протоиерей Иван Степанович Фарковец  (31 января 1989 — перевелся 26 июня 1997)
- Игумен Фаддей (Шавернев) (с 26 июня 1997)[6]